# Dying Wish
Dying Wish (Ultimo Deseo ó Ultima Voluntad en español) es una historia de tres números de cómics de The Amazing Spider-Man, publicado por Marvel Comics entre noviembre y diciembre de 2012 y con el superhéroe de ficción Spider-Man. La historia inicia con The Amazing Spider-Man 698 y termina con The Amazing Spider-Man n.º 700, que marcó el fin de la serie, que había durado más de 50 años, aunque comenzó una nueva en enero de 2013 llamada The Superior Spider-Man. La historia concluye una historia que comenzó en The Amazing Spider-Man nº 600 con el Doctor Octopus con una enfermedad en fase terminal. Consciente de su muerte inminente, Octopus realiza un plan para que continué su legado, para salvarse cambió de cuerpo con Peter Parker, es decir el alma de Octopus se encontraba en la de Peter.
La historia era controvertida y concluyó con la muerte de Parker en el cuerpo de Octopus, posteriormente el doctor no se sentía conforme, debido a que revive su vida,al morir y se responsabiliza por lo que sigue el legado de Peter en su cuerpo, bajo el nombre de Superior Spider-Man. Dying Wish es uno de los cómics más vendidos de 2012, llegando a ser el cuarto cómic más vendido en ese año.

## Sinopsis de la historia
La historia cuenta a un moribundo Doctor Octupus, que desesperado por salvar su vida, crea un extraño artefacto para poder cambiar de cuerpo, el decide usarlo en su más grande enemigo el Hombre Araña.

## Ventas
| Número | Publicación       | Número estimado de unidades vendidas | Posición en ventas | Ref. |
| ------ | ----------------- | ------------------------------------ | ------------------ | ---- |
| 698    | Noviembre de 2012 | 81,350                               | 13                 |      |
| 699    | Diciembre de 2012 | 74,901                               | 14                 |      |
| 700    | Diciembre de 2012 | 200,957                              | 1                  |      |